# خوچکی
خوچکی (به لهستانی:  Chodźki) یک روستا در لهستان است که در گمینا راچکی واقع شده‌است. خوچکی ۱۷۰ نفر جمعیت دارد.